# أرغون شاه
الأمير سَيْفُ الدِّينِ أَرْغُونُ شَاهْ الناصري، (ت 750هـ/ 1349م) أحد أمراء المماليك ونائب السلطنة على الشام في العهد المملوكي خلفاً للأمير يلبُغا اليحياوي.

## حياته
كان في بداية حياته مملوكاً للسلطان بوسعيد خان أحد سلاطين المغول الإلخانية، جُلبَ له من بلاد الصين إلى مملكته، أعطاه السلطان بوسعيد إلى «دمشق خواجا» أحد أمراء المغول الإلخانية، لكن أَرْغُونُ وشى بصاحبه «دمشق خواجا» إلى السلطان عن علاقته مع أحد النساء وهي«الخاتون طُقطاي» فقتلهما السلطان وأعاد أرغون إلى أملاكه سنة 1327م.

كانت العلاقة جيدة بين السلطان بوسعيد وسلاطين المماليك في مصر والشام، فأرسل السلطان بوسعيد أَرْغُون إلى الملك الناصر محمد بن قلاوُون. وبهذا انتقل أرغون من سلطانية عاصمة المغول الإلخانية إلى القاهرة عاصمة المماليك.

في القاهرة تدرج أرغون في المناصب في خدمة الناصر محمد بن قلاوُون، حتى أصبح رئيس نوبة الجمادرية، ثم تزوج من ابنة الأمير سيف الدين أقبغا الناصري.

شهدت تلك الفترة الكثير من الاضطرابات السياسية وعزل للسلاطين وفي عام 1344م كان أَرْغُون من جملة الجنود الذين خرجوا لحصار الملك الناصر شهاب الدين أحمد في الكرك.
وفي عهد الملك الكامل سيف الدين شعبان عُيّن أَرْغُون في منصب أستاذدار السلطان ثم عظمت مكانته في عهد السلطان المظفر سيف الدين حاجى حتى عينه نائباً على صفد بفلسطين شهر شوال 747هـ 1347م وأحسن إدارة المدينة، ثم بعد عدة شهور عُين نائباً على حلب في شهر صفر عام 748هـ 1347م.
وبعد عدة شهور من نفس العام 748هـ 1347م عُيّن نائباً على الشام خلفاً لسيف الدِّين يَلْبُغَا اليحياوي.

## نيابته على الشام
في شهر جُمَادَى الآخرة سنة 748هـ 1347م دخل أَرْغُونُ شاه دمشق بعد أن عُين نائباً على الشام. وفي عهده ضرب المنطقة وباء الطاعون سنة 749هـ 1348م الذي أدى إلى موت عشرات الآلاف.
حظي أَرْغُونُ شاه بسلطة قوية وكان يعين ويعزل الأمراء في مدن الشام وقرارته لا تُرد عند السلطان في القاهرة إلا أن ذلك أدى إلى زوال منصبه في شهر ربيع الأول سنة 750هـ 1349م، حيث قبض عليه نائب طرابلس سَيْف الدِّين أُلْجَيْبُغَا الْمُظَفَّرِي حيث ادعى أن معه كتاب من السلطان بذلك، كما صادر أمواله وحبسه. ثم وُجِد أَرْغُون في اليوم التالي مذبوحاً بسكين في محبسه حيثُ ادعى سَيْف الدِّين أُلْجَيْبُغَا أنه انتحر..

لم يكن السلطان في القاهرة الملك الناصر حسن على علم بما جرى لأَرْغُونُ شاه حيث أن الكتاب الذي جاء به نائب طرابلس مزور وليس له علم به، عندها أرسل السلطان إلى جيش دمشق أن يلحقوا بنائب طرابلس سَيْف الدِّين أُلْجَيْبُغَا ويعتقلوه ومن معه، وبالفعل تم اعتقاله وإعدامه في دمشق.

بعد ذلك خلف أَرْغُونُ شَاهْ على نيابة دمشق الْأَمِيرُ سَيْفُ الدِّينِ أَيْتَمُشُ النَّاصِرِيُّ.
قام نائب الشام الجديد سَيْفُ الدِّينِ أَيْتَمُشُ بإكمال بناء تربة خاصة ومسجد (يعرف الآن بجامع السنجقدار) كان أَرْغُونُ شَاهْ قد بدأ ببنائه بنفسه وقُتل قبل أن يكمله. حيث نُقل جثمان أَرْغُونُ شَاهْ من المقبرة التي كان قد دفنه فيها نائب طرابلس أُلْجَيْبُغَا إلى تربته بعد اكتمالها.